# Selce (gmina Tolmin)
Selce – wieś w Słowenii, w gminie Tolmin. W 2018 roku liczyła 9 mieszkańców.